# Пол Беттані
Пол Беттані (англ. Paul Bettany; нар. 27 травня 1971) — британський актор, якого було номіновано на премію BAFTA та премію Гільдії кіноакторів США.

## Особисте життя
Одружений із американською актрисою Дженніфер Коннеллі, з котрою познайомився на зйомках фільму «Ігри розуму». 5 серпня 2003 у них родився син Стеллан, названий в честь актора Стеллана Скарсгарда, котрого Пол вважає своїм найкращим другом. 31 травня 2011 року в сім'ї Дженніфер Коннеллі і Пола Беттані на світ з'явилася дочка Агнес Ларк.

## Фільмографія

### Фільми
| Рік  |    | Українська назва              | Оригінальна назва                               | Роль                              |
| ---- | -- | ----------------------------- | ----------------------------------------------- | --------------------------------- |
| 1997 | ф  | Схильність                    | Bent                                            | Капітан                           |
| 1998 | ф  | Земля дівчат                  | The Land Girls                                  | Філліп                            |
| 1999 | ф  | Після дощу                    | After the Rain                                  | Стеф                              |
| 2000 | ф  |                               | Kiss Kiss (Bang Bang)                           | Джиммі                            |
| 2000 | ф  |                               | The Suicide Club                                | Шоу                               |
| 2000 | ф  |                               | Dead Babies                                     | Квентін                           |
| 2000 | ф  | Гангстер № 1                  | Gangster No. 1                                  | молодий гангстер                  |
| 2001 | ф  | Історія лицаря                | A Knight's Tale                                 | Джеффрі Чосер                     |
| 2001 | ф  | Ігри розуму                   | A Beautiful Mind                                | Чарльз Герман                     |
| 2002 | кф |                               | Euston Road                                     | "Y"                               |
| 2002 | ф  | Серце моє                     | The Heart of Me                                 | Рікі                              |
| 2003 | ф  | Володар морів: на краю землі  | Master and Commander: The Far Side of the World | корабельний лікар Стівен Метьюрін |
| 2003 | ф  | День розплати                 | The Reckoning                                   | Ніколас                           |
| 2003 | ф  | Догвіль                       | Dogville                                        | Том Едісон молодший               |
| 2004 | ф  | Вімблдон                      | Wimbledon                                       | Пітер Кольт                       |
| 2006 | ф  | Вогняна стіна                 | Firewall                                        | Білл Кокс                         |
| 2006 | ф  | Код да Вінчі                  | The Da Vinci Code                               | Сайлас                            |
| 2008 | ф  | Залізна людина                | Iron Man                                        | Д.Ж.А.Р.В.І.С. (голос)            |
| 2008 | ф  | Таємне життя бджіл            | The Secret Life of Bees                         | Т. Рей Оуенс                      |
| 2008 | ф  | Чорнильне серце               | Inkheart                                        | Сажерук                           |
| 2008 | ф  |                               | Broken Lines                                    | Честер                            |
| 2009 | ф  | Молода Вікторія               | The Young Victoria                              | Вільям Лем, віконт Мельбурн       |
| 2009 | ф  | Походження                    | Creation                                        | Чарлз Дарвін                      |
| 2010 | ф  | Легіон                        | Legion                                          | Архангел Михаїл                   |
| 2010 | ф  | Залізна людина 2              | Iron Man 2                                      | Д.Ж.А.Р.В.І.С. (голос)            |
| 2010 | ф  | Турист                        | The Tourist                                     | Інспектор Джон Ейксон             |
| 2011 | ф  | Священник                     | Priest                                          | Священник                         |
| 2011 | ф  | Межа ризику                   | Margin Call                                     | Вілл Емерсон                      |
| 2012 | ф  | Месники                       | The Avengers                                    | Д.Ж.А.Р.В.І.С. (голос)            |
| 2012 | ф  | Кров                          | Blood                                           | Джо Ферберн                       |
| 2013 | ф  | Залізна людина 3              | Iron Man 3                                      | J.A.R.V.I.S.                      |
| 2014 | ф  | Перевага                      | Transcendence                                   | Макс Вотерс                       |
| 2015 | ф  | Мордекай                      | Mortdecai                                       | Джок Страпп                       |
| 2015 | ф  | Месники: Ера Альтрона         | The Avengers: Age of Ultron                     | Д.Ж.А.Р.В.І.С. та Віжен           |
| 2015 | ф  | Легенда                       | Legend                                          | Чарлі Річардсон                   |
| 2016 | ф  | Перший месник: Протистояння   | Captain America: Civil War                      | Віжен                             |
| 2017 | ф  | Кінець шляху                  | Journey's End                                   | Осборн                            |
| 2018 | ф  | Месники: Війна нескінченності | Avengers: Infinity War                          | Віжен                             |
| 2018 | ф  | Соло. Зоряні Війни. Історія   | Solo: A Star Wars Story                         | Драйден Воз                       |
| 2020 | ф  | Дядько Френк                  | Uncle Frank                                     | Френк Бледсо                      |
| 2024 | ф  | Тут і зараз                   | Here                                            | Ел Янг                            |

### Телебачення
| Рік  |    | Українська назва               | Оригінальна назва          | Роль               |
| ---- | -- | ------------------------------ | -------------------------- | ------------------ |
| 1994 | с  |                                | Wycliffe                   | Ян Грівз           |
| 1996 | с  |                                | The Bill                   | Джейк Конноллі     |
| 1997 | тф |                                | Sharpe's Waterloo          | Віллем II          |
| 1998 | с  |                                | Coming Home                | Едвард Кері-Льюїс  |
| 1998 | с  |                                | Killer Net                 | Джо Хантер         |
| 1999 | с  |                                | Every Woman Knows a Secret | Роб                |
| 2000 | тф | Девід Коперфілд                | David Copperfield          | Джеймс Стірфорт    |
| 2017 | с  | Полювання на Унабомбера        | Manhunt: Unabomber         | Теодор Качинський  |
| 2021 | с  | ВандаВіжен                     | WandaVision                | Віжен              |
| 2021 | с  | Marvel Studios: Загальний збір | Marvel Studios: Assembled  | у ролі самого себе |
| 2021 | мс | А що як...?                    | What If...?                | Віжен              |
| 2021 | с  |                                | A Very English Scandal     | Ян Кемпбелл        |
| 2026 | с  | Віжн квест                     | Vision Quest               | Віжен              |